# مرصد شماخي للفيزياء الفلكية

مرصد شاماخي للفيزياء الفلكية، المدعو على اسم ناصر الدين الطوسي من الأكاديمية الوطنية للعلوم في أذربيجان (ANAS ShAO; (بالأذرية: Azərbaycan Milli Elmlər Akademiyası Nəsirəddin Tusi adına Şamaxı Astrofizika Rəsədxanası)‏) تأسس في 17 نوفمبر 1959، بموجب المرسوم رقم 975 من مجلس وزراء جمهورية أذربيجان الاشتراكية السوفياتية. يعمل ShAO كمعهد بحثي ضمن قسم العلوم الفيزيائية والرياضية والتقنية بالأكاديمية الوطنية للعلوم في أذربيجان. يقع المرصد في الجزء الشرقي من جبل بيركولي على بعد 150 كم تقريبًا من مدينة باكو، على ارتفاع 1435-1500 متر فوق مستوى سطح البحر، بالإحداثيات الجغرافية λ = 480 35' 04" شرقًا، φ = 400 46 '20" شمالاً. هنا يبلغ عدد الليالي الصافية الملائمة للمراقبة 150-180 ليلة في السنة.

## تاريخه

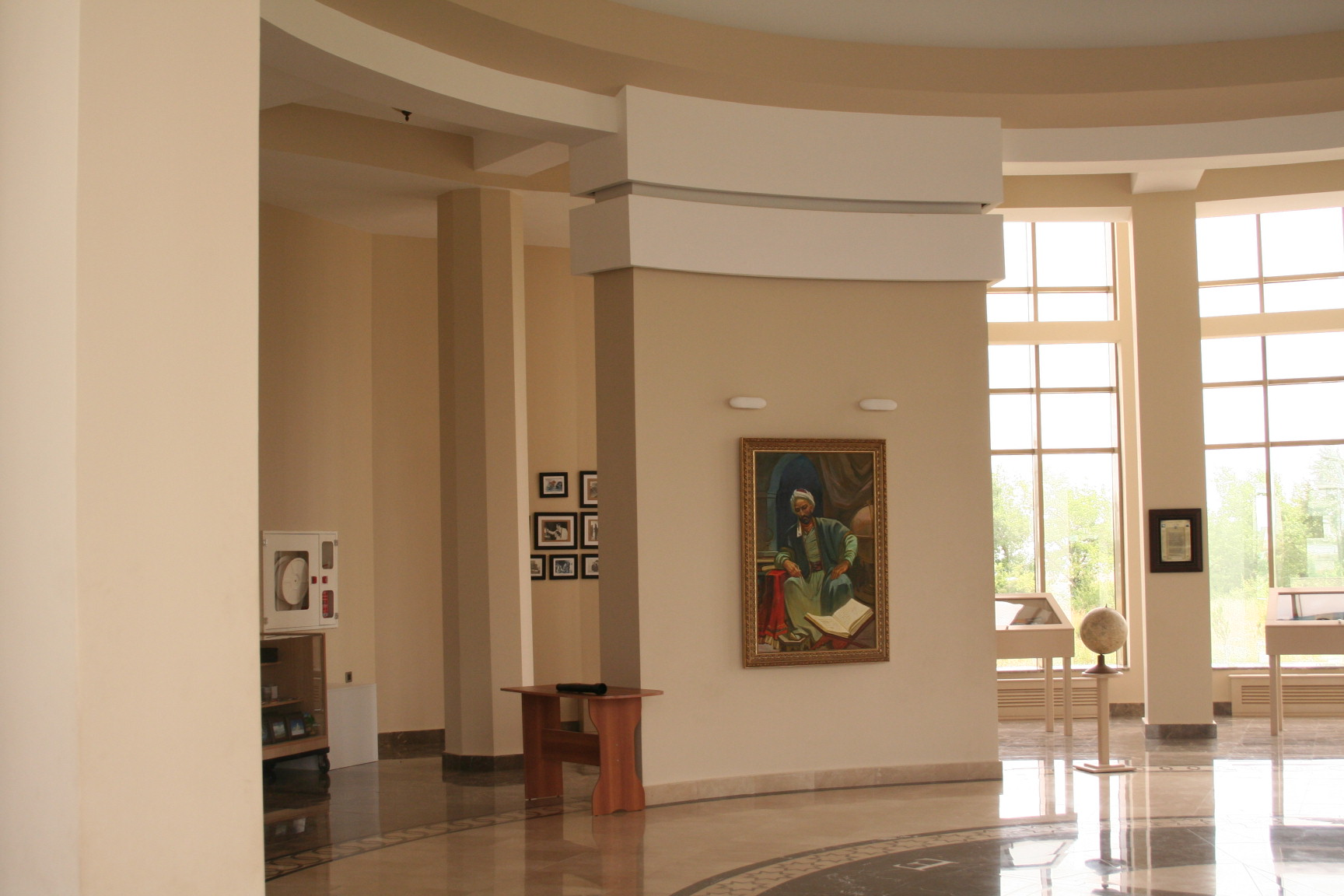
الداخل – قاعة المعرض

في عام 1927، تم إنشاء البعثة الفلكية لدراسة مناخ المنطقة المحيطة في عدة مناطق من أذربيجان. في كالباجار، لاتشين، شاماخي، خيزي وغيرها من مناطق أذربيجان، كان العمل جاريًا لاختيار مكان مناسب لتأسيس مرصد فلكي مستقبلي. ونتيجة للأبحاث، في عام 1953، تم التخطيط لبناء قاعدة ملاحظة ومن ثم مرصد في قرية بيرقولو في منطقة شاماخي. عمل المرصد كإدارة للفيزياء الفلكية ضمن معهد الفيزياء والرياضيات بأكاديمية أذربيجان ثم، في عام 1956، كقسم للفيزياء الفلكية بالأكاديمية. منذ عام 1960، أدرج المرصد في الأكاديمية الوطنية للعلوم في أذربيجان بصفة معهد بحث مستقل. عمل العالم حاجباي فرج الله سلطانوف، الذي ساهم بشكل كبير في إنشاء مرصد شاماخي للفيزياء الفلكية، مديرًا للمرصد من 1960 إلى 1981. تحت قيادته وتنظيمه في الفترة من 1953 إلى 1959، جنبًا إلى جنب مع المراقبات الفلكية، تم إجراء أعمال جادة حول تصميم المرصد المستقبلي، الحصول على التلسكوبات والم

## مديرو المرصد
- 1959-1981- العالم حاجباي فرج الله سلطانوف;
- 1981-1982- دكتوراه في العلوم الفيزيائية والرياضية أكتاي خانصافار حسينوف
- 1982-1985- دكتوراه في العلوم الفيزيائية والرياضية عليك رضا عباسوف؛
- 1985-1986- دكتوراه في العلوم الفيزيائية والرياضية زهراب عباس علي اسماعيلوف؛
- 1986-1988- دكتوراه في العلوم الفيزيائية والرياضياة كامران احمد رستموف؛
- 1988-1997- دكتوراه في الفيزياء والرياضيات شميدت بونياد احمدوف؛
- 1997-2015- عضو مراسل في ANAS دكتوراه في العلوم الفيزيائية والرياضية أيوب صلاح قلييف؛
- منذ عام 2015 حتى الوقت الحاضر، عضو مراسل في ANAS دكتوراه في العلوم الفيزيائية والرياضية ناميغ سردار جليلوف.

## التلسكوبات
قام المرصد بقياس استقطاب الضوء لـ مذنب داريست ‏ خلال الفترة السوفيتية.
- المقراب العاكس ذو القطر 2 متر تم تصنيعه من قبل الشركة الألمانية "كارل زايس يينا" ودخل الخدمة في عام 1966. المرآة الرئيسية مقعرة الشكل، D = 2080 ملم، F = 9000 ملم. المادة الرئيسية: 2 متر تلسكوب
- تلسكوب AZT-8، المرآة الرئيسية مقعرة الشكل D = 700 ملم، F = 2820 ملم. النظام الأول كاسيغران F = 11200 ملم، التفريعة النسبية 1: 16 وزاوية الرؤية 40ْ أو 13x13 سم.
- تلسكوب Zeiss-600، المرآة الرئيسية مقعرة الشكل D = 600 ملم، F = 2400 ملم. نظام كاسيغران Feqv = 7500 ملم.
- AST-452، نظام منيسكوف-كاسيغران للعدسة المقعرة، عدسة مقعرة D = 350 ملم، مرآة D = 490 ملم، مقراب التركيز F = 1200 ملم. المقياس على سطح التركيز للتلسكوب هو 2.86 '/ ملم. شدة الإضاءة للتلسكوب هي 1: 3.4. يمكن للتلسكوب العمل في نظامين بصريين: التركيز الأولي وتركيز نيوتن. زاوية الرؤية عند التركيز الأولي هي 4°14'، وحجم الحقل الخطي هو 90 ملم، وعند نيوتن فالتركيز هو 2°52' و 60 ملم على التوالي.
- الشمسي الأفقي (1962)، تلسكوب AST-452 (1964)، تلسكوب AZT-8 (1970) وتلسكوب Zeiss-600 (1980).

### مستقبلات الضوء وأجهزة أخرى
يحتوي التلسكوب ذو قطر 2 أمتار على ما يلي:
مطياف كانبرا بريزم 2x2 - للملاحظة الطيفية للأجرام الخافتة؛
مطياف ثلاثي الغرف وثنائي الانكسار للتركيز الأولي؛
مطياف تركيز كاسيغران بدقة متوسطة؛
قياس الضوء CCD BVRc لدراسة الأجرام الخافتة؛
تركيز كودي لمطياف إيشيل ألياف ضوئية
SHAFES - مطياف ألياف ضوئية عالي الدقة لتركيز كاسيغران (R = 56000، 28000، λ 3700-9000Å)؛
UAGS + كانون + CCD أندور - للملاحظة الطيفية للأجرام الخافتة؛
قارئ ضوئي CCD يعمل على نظام BVRcIC يستخدم على تلسكوب Zeiss-600. يزود التلسكوب بمخفض تركيز لشركة سيليسترون F/6.3، زادت القوة البصرية بمقدار 1.6 مرة.

### اتجاهات البحث الحديث
- فيزياء الشمس - النشاط، الغلاف الجوي، آليات العلاقات الشمسية-الأرضية.
- النجوم الشابة، العمالقة، وولف-رايت، النجوم المتقلبة، النجوم المغناطيسية.
- أجرام النظام الشمسي - الكواكب، المذنبات والكويكبات.
- أنوية المجرات النشطة والنجوم الزائفة.
- بعض المشاكل النظرية الفلكية الحالية والكونية.

## علماء فلك بارزون
- حاجباي فرج الله سلطانوف
- نادر إبراهيموف
- رحيم آيوب حسينوف
- سليمان كلو زينالوف
- إنغلاب أسد أسلانوف
- زهراب عباس علي إسماعيلوف
- مماد كريمبكوف
- أكتاي حسينوف
- تيمور أمينزاده
- ساري عزيموف
- رحيم زينالوف
- جعفر غلوزاده
- خبل الله محمدلي

## أحداث كبرى
- مؤتمر الاتحاد الدولي للطيران (1972)
- المؤتمرات الدولية حول دراسة النجوم المغناطيسية (1973، 1976)
- الجلسة العامة للمجلس الفلكي لأكاديمية العلوم السوفيتية (1984)
- التجمعات "توسي-800" (8 مؤتمرات للفترة 1998-2002)
- المشكلات الدورية والكونية (2003)
- المؤتمر الدولي المخصص للذكرى الستين لمرصد شاماخي (2019)
- الاتجاهات الحديثة في دراسة فيزياء وديناميكيات أجرام النظام الشمسي. (2021)

## روابط خارجية
- باللغة الأذرية